# Benincasa
Benincasa là một chi thực vật có hoa trong họ Cucurbitaceae.

## Các loài
Chi Benincasa gồm 2 loài:
- Benincasa hispida (Thunb.) Cogn., 1881 (danh pháp đồng nghĩa: Benincasa cerifera)[4]
- Benincasa fistulosa (Stocks) H.Schaef. & S.S.Renner, 2011

## Hình ảnh

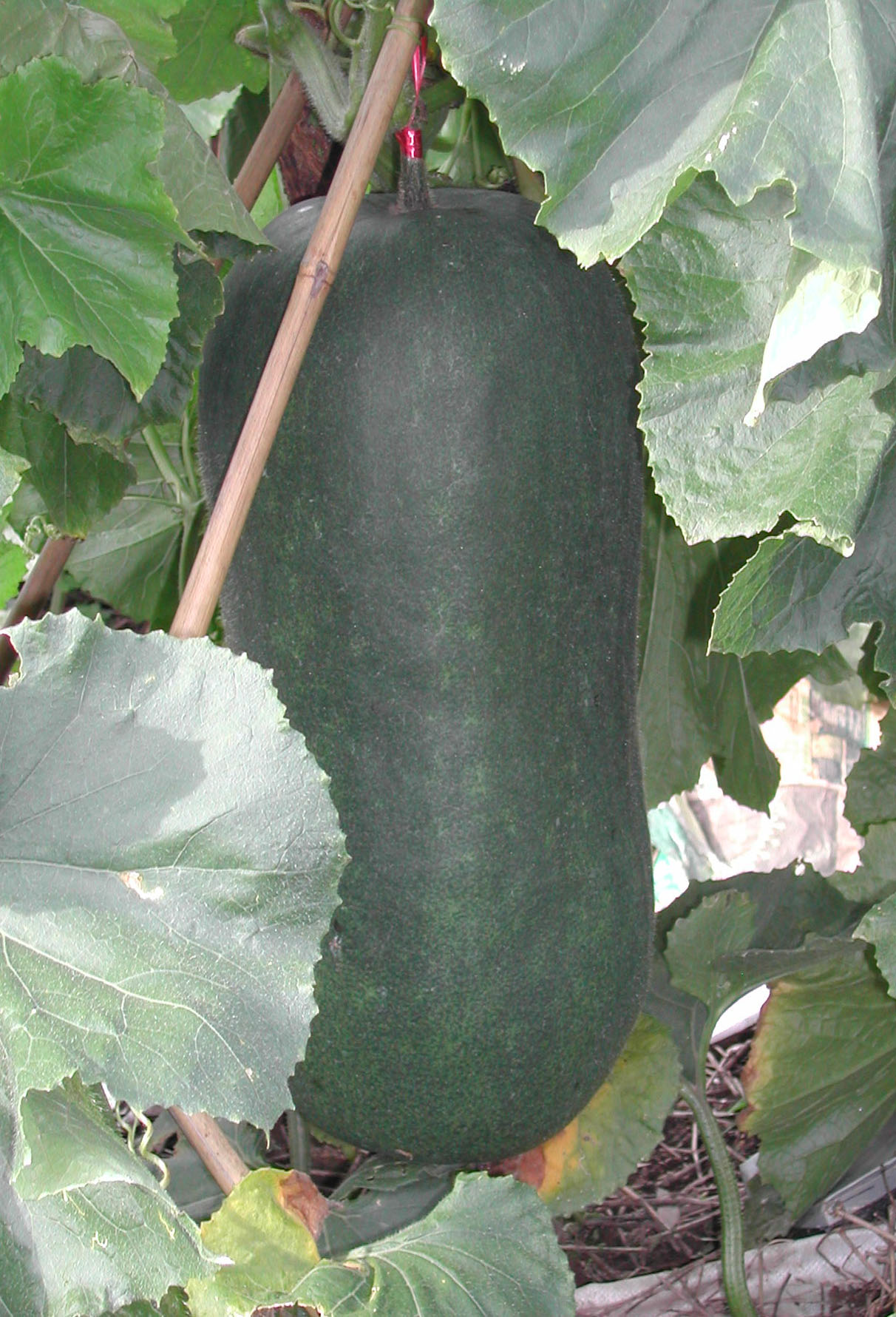
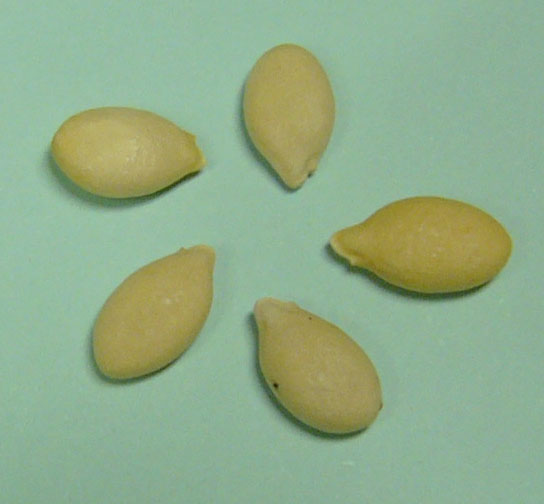
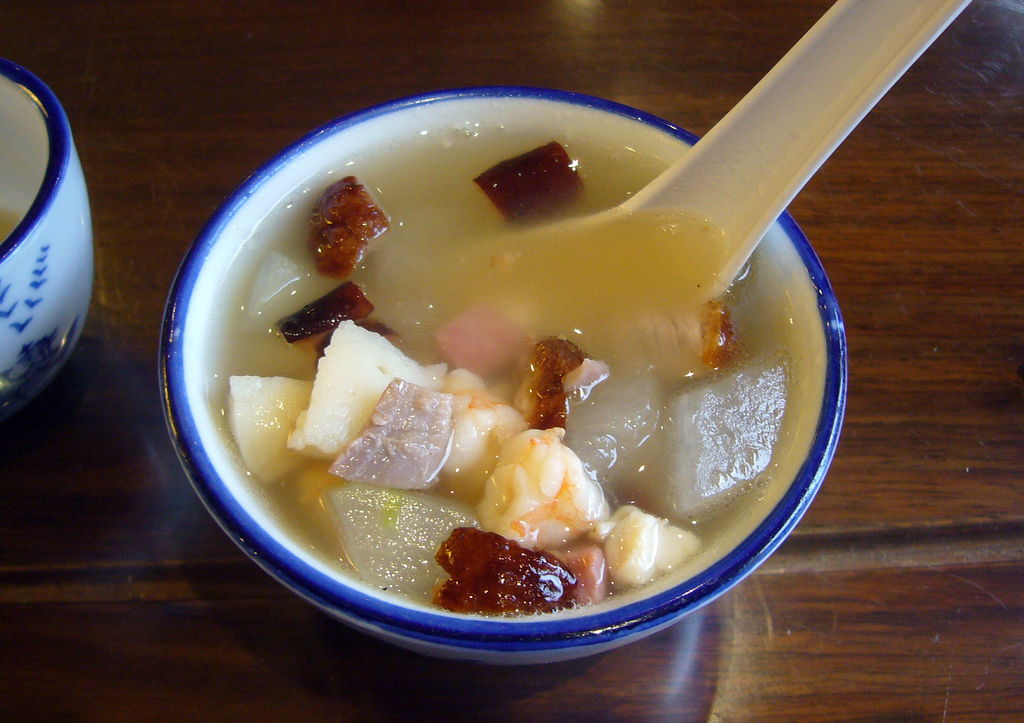